# René Pichot de la Graverie
Pour les articles homonymes, voir Pichot de la Graverie.
René Pichot de la Graverie, né le 6 septembre 1690 et mort le 18 janvier 1768 à Laval, magistrat et juriste français. Il fut directeur général de l'hôpital Saint-Louis de Laval, procureur du Roi au siège des Traites, sénéchal et procureur fiscal de plusieurs châtellenies et juridictions du Comté de Laval. Ses armes étaient  d'azur à l'oiseau essorant d'un nuage au centre de l'écu, regardant un soleil d'or posé à droite une mer d'argent en abîme.'..

## Biographie

### Origine
Il est né de René Pichot, avocat, syndic en 1704, de sa communauté et de Renée Hardy. Sa biographie est dans ses œuvres. 
Les Pichot sont originaires du Buret où Juliot Pichot habitait en 1399 le lieu de la Marchandière. Il en rendait aveu à la châtellenie de Meslay le 22 février dans un aveu conservé au trésor du château de Laval.

### Le Droit
À l'âge de 18 ans, il commença à s'appliquer avec ardeur à l'étude de la jurisprudence et de la pratique, puis alla suivre les cours de droit à Angers, tout en travaillant successivement dans les études de MM. Gougeon et Janneau, avec lesquels, ainsi qu'avec Pocquet de Livonnière, il se lia d'amitié. Il transcrivit presque tous leurs ouvrages manuscrits et fit un recueil des lois naturelles qui se trouva très conforme au Delectus legum de Domat.
Inscrit au siège de Laval, il rechercha les commentaires manuscrits sur la Coutume du Maine, ceux surtout de Jacques Le Blanc de la Vignolle, eut bientôt formé un gros volume de questions de droit et de coutume, de plaidoyers et de harangues, en composa plusieurs autres des sentences du siège de Laval et des arrêts rendus de son temps, et fit transcrire depuis les ordonnances et déclarations du roi, les arrêts, sentences arbitrales et consultations des plus célèbres avocats. Il composa enfin les généalogies de sa famille et se forma une bibliothèque choisie sur le droit et l'histoire.
Ces travaux personnels auxquels il consacrait son étude de cinq à sept heures du matin ne le détournaient pas de ses devoirs professionnels et de ceux d'un bon citoyen. 

### Laval
En 1725, il défendit avec vigueur les intérêts de la communauté des avocats contre l'avocat fiscal Salmon, et contre le juge ordinaire Gilles-Michel Le Long, au sujet des règlements de leurs honoraires. Dans le procès des habitants de Laval contre Charles Armand René de La Trémoille et Gilles-Michel Le Long (1727-1730), il accepta les plus graves responsabilités, sacrifia ses propres intérêts, et sut pourtant ménager en fin de compte un accommodement à la satisfaction du duc et de ses concitoyens.
Il fut depuis syndic des avocats au siège ordinaire (19 mai 1728), directeur de l'Hôpital Saint-Louis de Laval, dont il fit parachever la manufacture et perfectionner les règlements ; procureur du roi au siège des traites (29 mars 1734), dont les officiers lui durent l'obtention des privilèges accordés à ceux du grenier à sel.

### Juge civil
Oubliant l'opposition qu'il avait faite à ses officiers et rendant justice à ses talents et à sa probité, la duchesse de la Trémoïlle, en 1745, nomme René Pichot de la Graverie juge civil du comté et sénéchal de toutes ses châtellenies. En cette qualité, il fit faire l'inventaire de tous les titres anciens, fit relier plusieurs volumes des remembrances remplis de procès-verbaux très curieux et utile ; planta les ormeaux de la place du Gast, et construisit la chambre d'audience et du greffe dont Tellot donna les plans. 

### L'échec comme maire électif
Un arrêt du conseil du 7 mai 1747 réunit les offices aux communautés des villes, c'est-à-dire qui remet aux habitants l'élection du magistrat chargé de leurs intérêts. L'élection du maire cause à Laval de grands mouvements, pour empêcher le premier juge du siège ordinaire d'être nommé : il s'agissait de René Pichot de la Graverie, dont la duchesse de la Témoille avait fait connaître combien elle désirait qu'il soit élu. 
L'assemblée du 16 juin 1747 choisit Ambroise-Jean Hardy de Lévaré pour maire électif, et écarte La Graverie. Ces fonctions étant triennales. Une autre assemblée du 30 décembre 1750 les continua à M. Hardy de Levaré pour trois nouvelles années.

### Œuvres
En 1755, il créa la Société du jardin en rédigea les statuts et y fit fonction de secrétaire.
Aux œuvres déjà indiquées, sorties de sa plume, on doit ajouter d'autres traités :
- De la manière de tenir les assises et de faire rendre les obéissances par les vassaux (2 tomes in-folio qu'il fit relier à Paris en 1750) ;
- Continuation de ses recueils de sentences, pendant le temps de sa présidence au siège ordinaire, qu'on doit préférer aux premiers comme étant plus dégagés d'intérêt propre ;
- Discours de rentrée : 
  - Institutions et utilité des Mercuriales avec l'éloge des juges de la juridiction depuis 1634 (15 novembre 1745) ;
  - Éloge des procureurs fiscaux (19 novembre 1746) ;
  - Éloge des anciens avocats et de leur profession (13 novembre 1747) ;
  - Excellence et grandeur de la magistrature, 1748 ;
  - Des talents et des qualités des juges, 1749 ;
  - De la science nécessaire à un bon juge, 1750 ;
  - De la nécessité et de l'utilité des lois, 1753 ;
  - De la sainteté et de la religion du serment, 1755.

M. Pichot a publié à Tours et à Laval son discours prononcé le 15 novembre 1751 sur la Naissance du duc de Bourgogne (1752, 1753, in-4°, 8 p.). Sa relation, sous forme de Lettre à un ami, du passage du duc de la Trémoïlle à Laval, le 14 décembre 1730 et le règlement de l'hôtel de ville, sont insérés dans le Mercure de France du mois de janvier 1731. Il l'avait fait présenter à la duchesse par le comte de Villaines
On retrouve dans le Fonds Couanier :
- Les Compilations et rédactions diverses[7] de René Pichot de la Graverie. Il contient des extraits de divers auteurs.
- 4 volumes des Sentences prononcées[8] au siège ordinaire de Laval de 1712 à 1755
- un Traité des fiefs[9]
- une copie[10] de Jacques Le Blanc de La Vignolle sur le Comté de Laval
- Deux volumes de consultations de René Pichot de la Graverie[11]

### Famille
De Marie Guays, veuve de François Choquet, qu'il avait épousée, le 22 avril 1720, il n'eut qu'une fille, Marie-Françoise mariée en 1739 à Michel-Jean du Mans, seigneur du Bourg-l'Évêque, chez lequel il fut préservé miraculeusement, dit-il de la chute d'un plafond qui devait l'écraser. 
Une calomnie troubla sa vieillesse. À la suite d'une liquidation de banqueroute (1745), on l'accusa d'avoir falsifié les dépositions des témoins. Après la condamnation de ses détracteurs qui fut affichée à Laval (1752), M. Pichot rédigea deux mémoires sur la question. Il mourut le 18 janvier 1768 et, suivant son désir fut inhumé dans le caveau de la famille à Avesnières.

## Source
« René Pichot de la Graverie », dans Alphonse-Victor Angot et Ferdinand Gaugain, Dictionnaire historique, topographique et biographique de la Mayenne, Laval, A. Goupil, 1900-1910 [détail des éditions] (BNF 34106789, présentation en ligne)